# Сторожевые катера типа «Сторм»
Тип «Сторм» (норв. Storm-klassen) — тип норвежских сторожевых катеров. Первые корабли этого класса в составе ВМС Норвегии. В соответствии с пятилетней программой развития флота от 1959 года, предполагалось построить 23 катера этого типа, но позднее это число было сокращено до 20. После постройки в 1963 году головного катера «Сторм», служившего в роли прототипа, серийные катера строились в 1965—1968 годах. Ракетные катера типа «Сторм» оставались на вооружении ВМС Норвегии на протяжении четверти века, однако к началу 1990-х годов, в связи с общим сокращением состава флота, они начали выводиться из состава флота и последние катера этого типа были сняты с вооружения Норвегии к началу 2000-х годов. Большая их часть, после снятия ракетного вооружения, была продана прибалтийским государствам в качестве патрульных катеров.

## Представители
| Название       | Номер | Судоверфь   | Закладка | Спуск на воду  | Вступление в строй | Судьба                                                             |
| -------------- | ----- | ----------- | -------- | -------------- | ------------------ | ------------------------------------------------------------------ |
| Сторм Storm    | P 960 | BMV         |          | 8 февраля 1963 | 31 мая 1963        |                                                                    |
| Блинк Blink    | P 961 | BMV5        |          | 28 июня 1965   | 18 декабря 1965    |                                                                    |
| Глимт Glimt    | P 962 | BMV         |          | 1966           |                    | снят с вооружения в 1991—1992, продан Литве                        |
| Скьольд Skjold | P 963 | Westermoens |          |                |                    |                                                                    |
| Трюгг Trygg    | P 964 | BMV         |          |                |                    |                                                                    |
| Кьекк Kjekk    | P 965 | BMV         |          |                |                    |                                                                    |
| Дьерв Djerv    | P 966 | Westermoens |          | 1966           |                    | снят с вооружения в 2000, продан Латвии                            |
| Скудд Skudd    | P 967 | BMV         |          | 1966           |                    | снят с вооружения в 2000, продан Литве                             |
| Арг Arg        | P 968 | BMV         |          | 1966           |                    | снят с вооружения в 1991—1992, продан Эстонии                      |
| Стейль Steil   | P 969 | Westermoens |          | 1967           |                    | снят с вооружения в 2000, продан Литве                             |
| Бранн Brann    | P 970 | BMV         |          |                |                    | снят с вооружения в 1991—1992, продан Латвии                       |
| Тросс Tross    | P 971 | BMV         |          |                |                    | снят с вооружения в 1991—1992, продан Литве                        |
| Васс Hvass     | P 972 | Westermoens |          | 1966           |                    | снят с вооружения в 2000, продан Латвии                            |
| Трёуст Traust  | P 973 | BMV         |          | 1967           |                    | снят с вооружения в 1991—1992, продан Латвии                       |
| Бротт Brott    | P 974 | BMV         |          |                |                    | снят с вооружения в 1991—1992, продан Литве                        |
| Одд Odd        | P 975 | Westermoens |          |                |                    | снят с вооружения в 1991—1992, продан Эстонии                      |
| Пиль Pil       | P 976 | BMV         |          |                |                    | снят с вооружения в 1982, использовался как учебное пожарное судно |
| Браск Brask    | P 977 | BMV         |          |                |                    |                                                                    |
| Рокк Rokk      | P 978 | Westermoens |          |                |                    | снят с вооружения в 1991—1992, продан Эстонии                      |
| Гнист Gnist    | P 979 | BMV         |          | 1967           | 1968               | снят с вооружения в 2000, продан Латвии                            |